# Filmografia Mohanlala

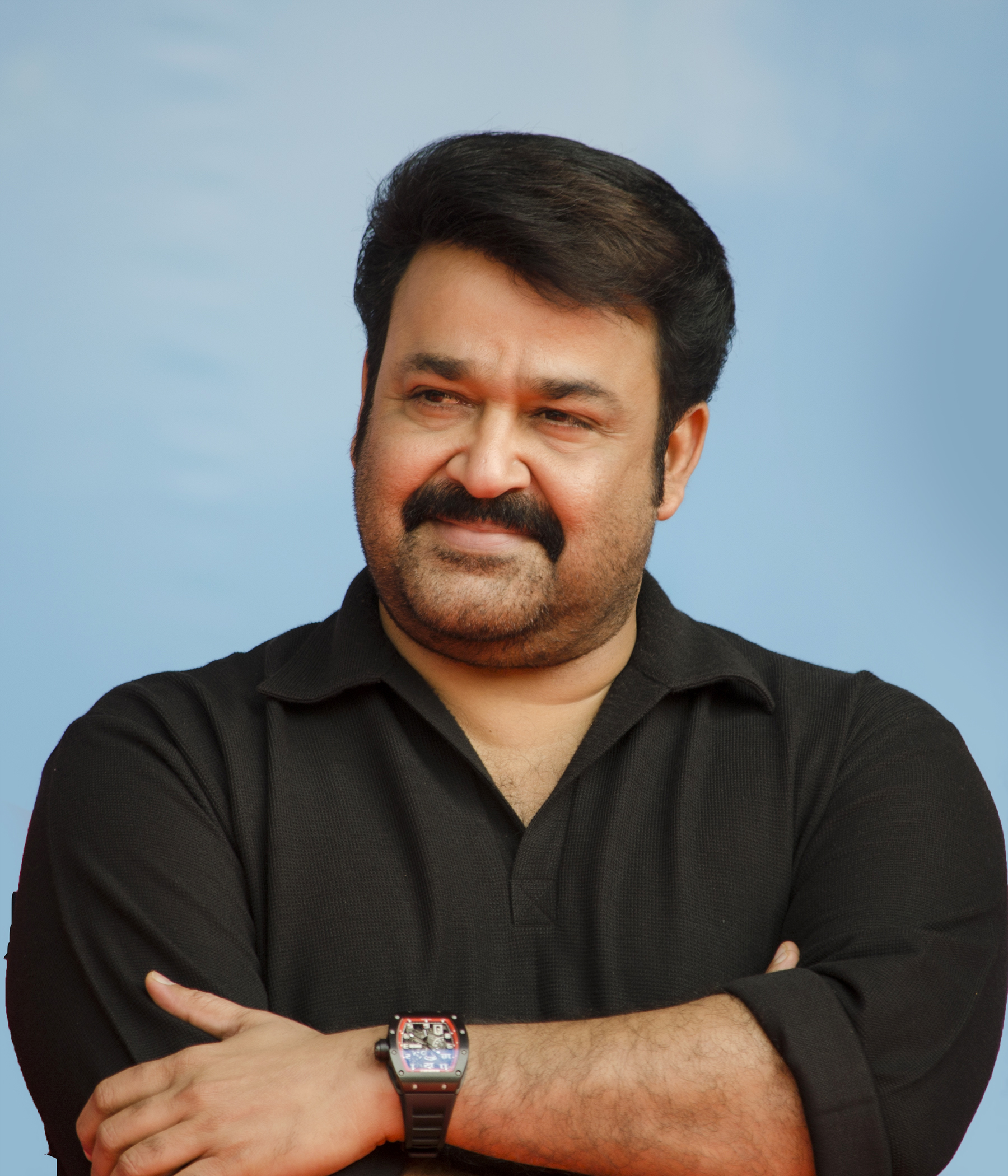
Mohanlal

Filmografia Mohanlala – indyjskiego aktora, producenta filmowego i dystrybutora, a także wokalisty podkładającego głos w piosenkach filmowych oraz twórcy fabuł. Obejmuje głównie produkcje w języku malajalam.

## Aktor
- 2017: Munthirivallikal Thalirkumbol
- 2016: Pulimurugan
- 2016: Oppam
- 2016: Janatha Garage (w telugu)
- 2016: Manamantha (w telugu)
- 2015: Kanal
- 2015: Loham
- 2015: Lailaa o Lailaa
- 2015: Ennum Eppozhum
- 2015: Mythri (w kannada)
- 2015: Rasam
- 2014: Peruchazhi
- 2014: Koothara
- 2014: Mr.Fraud
- 2014: Jilla (w języku tamilskim)
- 2013: Drishyam
- 2013: Geethaanjali
- 2013: Ladies and Gentleman
- 2013: Red Wine
- 2013: Lokpal
- 2012: Karmayodha
- 2012: Run Babby Run
- 2012: SPIRIT
- 2012: Grandmaster
- 2012: Tezz (w hindi)
- 2012: Casanovva
- 2011: Arabiyum Ottakavum P Madhavan Nairum
- 2011: Snehaveedu
- 2011: Pranayam
- 2011: China Town
- 2011: Chrisitian Brothers
- 2010: Shikkar
- 2010: Kandahar
- 2010: Oru Naal Varum
- 2010: Alexander the Great
- 2010: Janakan
- 2009: Ividam Swargamanu
- 2009: Angel John
- 2009: Unnaipoloruvan (w języku tamilskim)
- 2009: Bhramaram
- 2009: Bhagavan
- 2009: Sagar alias jacky reloaded
- 2009: Red Chillies
- 2008: Aakshagopuram
- 2008: Pakal Nakshatrangal
- 2008: Twenty 20
- 2008: Kurukshetra
- 2008: Madambi
- 2008: Mizhikal Sakshi
- 2008: College Kumaran
- 2007: Flash
- 2007: Rock n Roll
- 2007: Paradeshi
- 2007: Ramgopal Varma Ke Aag (w hindi)
- 2007: Alibhai
- 2007: Hallo
- 2007: Chotta Mumbai
- 2006: Baba Kalyani
- 2006: Photographer
- 2006: Mahasamudram
- 2006: Keerthi Chakra
- 2006: Vadakkumnathan
- 2006: Rasathanthram
- 2006: Kilukam Kilukilukkam
- 2005: Thanmathra
- 2005: Naran
- 2005: Udayon
- 2005: Chandrolsavam
- 2005: Udayananu Tharam
- 2004: Maampazhakkaalam
- 2004: Natturajavu
- 2004: Love(Hey Taxi)
- 2004: Wanted
- 2004: Vismayathumbathu
- 2004: Vamanapuram Bus Route
- 2003: Hariharan Pillai Happiyanu
- 2003: Balettan
- 2003: Kilichundan Mambazham
- 2003: Mr.Brahmachari
- 2003: Popcorn (w języku tamilskim)
- 2002: Chathurangam
- 2002: Thandavam
- 2002: Onnaman
- 2002: Company (w hindi)
- 2001: Praja
- 2001: Achaneyanenikkishtam
- 2001: Ravanaprabhu
- 2001: Unnathangalil
- 2001: Kakkakuyil
- 2000: Devadoothan
- 2000: Sradha
- 2000: Life Is Beautiful
- 2000: Narasimham
- 1999: Vanaprastham
- 1999: Olympian Antony Adam
- 1999: Usthad
- 1998: Ayal Kadha Ezhuthukayanu
- 1998: Rakthasakshikal Zindabad
- 1998: Summer In Bethlehem
- 1998: Hari Krishnans
- 1998: Kanmadam
- 1997: Aaram Thampuran
- 1997: Guru
- 1997: Chandralekha
- 1997: Oru Yathra Mozhi
- 1997: Varnapakittu
- 1997: Iruvar (w języku tamilskim)
- 1996: The Prince
- 1996: Kalapani
- 1995: Agnidevan
- 1995: Manthrikam
- 1995: Thacholi Varghese Chekavar
- 1995: Spadikam
- 1995: Nirnayam
- 1994: Minnaram
- 1994: Pakshe
- 1994: Pingami
- 1994: Thenmavin Kombathu
- 1994: Pavithram
- 1994: Gandheevam (w telugu)
- 1993: Manichitrathazhu
- 1993: Kalippattom
- 1993: Chenkol
- 1993: Gandharvam
- 1993: Mayamayooram
- 1993: Butterflies
- 1993: Devasuram
- 1993: Midhunam
- 1992: Vietnam Colony
- 1992: Nadodi
- 1992: Sooryagayathri
- 1992: Advaitham
- 1992: Yodha
- 1992: Rajashilpi
- 1992: Aham
- 1992: Kamaladalam
- 1991: Sadayam
- 1991: Abhimanyu
- 1991: Kizhakkunarum Pakshi
- 1991: Gopuravasalile
- 1991: Ulladakkam
- 1991: Kilukkam
- 1991: Uncle Bun
- 1991: Vishnulokam
- 1991: Vasthuhara
- 1991: Bharatham
- 1991: Dhanam
- 1990: Lalsalam
- 1990: Appu
- 1990: Indrajalam
- 1990: Arhatha
- 1990: Thazhvaram
- 1990: Kadathanadan Ambadi
- 1990: Mukham
- 1990: His Highness Abdulla
- 1990: No 20 Madras Mail
- 1990: Akkare Akkare Akkare
- 1990: Aai Auto
- 1989: Dasaradham
- 1989: Adhipan
- 1989: Vandanam
- 1989: Kireedom
- 1989: Peruvannapurathe Viseshangal
- 1989: Naaduvazhikal
- 1989: Varavelppu
- 1989: Season
- 1989: Douthyam
- 1989: Lal Americayil
- 1988: Ulsava Pittennu
- 1988: Chithram
- 1988: Vellanakalude Naadu
- 1988: Aryan
- 1988: Manu Uncle
- 1988: Moonnam Mura
- 1988: Anuragi
- 1988: Pattanapravesam
- 1988: Padamudra
- 1988: Orkkappurathu
- 1988: Ayitham
- 1988: Mukunthetta Sumitha Vilikkunnu
- 1987: Ivide Ellavarkkum Sukham
- 1987: Mizhiyorangalil
- 1987: Nadodikkattu
- 1987: Cheppu
- 1987: Vazhiyorakazhchakal
- 1987: Kaiyethum Doorathu
- 1987: Thoovanathumbikal
- 1987: Unnikale Oru Katha Parayam
- 1987: Bhoomiyile Rajakkanmar
- 1987: Irupatham Noottandu
- 1987: Sarvakalasala
- 1987: Adimakal Udamakal
- 1987: Amruthamgamaya
- 1987: January Ororma
- 1986: Adiverukal
- 1986: Sanmanassullavarkku Samadanam
- 1986: Manassiloru Manimuthu
- 1986: Padayani
- 1986: Ente Entethumathram
- 1986: Thalavattam
- 1986: Geetham
- 1986: Sukhamo Devi
- 1986: Namukku Parkkan Munthiri Thoppukal
- 1986: Sobharaj
- 1986: Onnu Muthal Poojyam Vare
- 1986: Yuvajanotsavam
- 1986: Doore Doore Oru Koodukoottam
- 1986: Rajavinte Makan
- 1986: Nimishangal
- 1986: Gandhinagar Second Street
- 1986: Mizhineerpovukal
- 1986: Kaveri
- 1986: Iniyum Kurukshethram
- 1986: Poomukhappadiyil Ninneyum Kathu
- 1986: Neram Pularumbol
- 1986: Hello My Dear Wrong Number
- 1986: T P Balagopalan M A
- 1986: Kunjattakilikal
- 1986: Revathikkoru Pavakkutty
- 1986: Vaartha
- 1986: Ninnishtam Ennishtam
- 1986: Desadanakkili Karayarilla
- 1986: Abhayam Thedi
- 1986: Kariyilakkattupole
- 1986: Panchagni
- 1986: Mazhapeyunnu Madhalam Kottunnu
- 1986: Oppam Oppathinoppam
- 1986: Pappan Priyappetta Pappan
- 1985: Kandu Kandarinju
- 1985: Ezhu Muthal Onmpathu Vare
- 1985: Rangam
- 1985: Pathamudayam
- 1985: Edanilangal
- 1985: Uyarum Njan Nadake
- 1985: Karimpin Poovinakkare
- 1985: Boeing Boeing
- 1985: Azhiyatha Bhandhangal
- 1985: Adhyayam Onnu Muthal
- 1985: Jeevante Jeevan
- 1985: Koodum Thedi
- 1985: Angadikkappurathu
- 1985: Parayanum Vayya Parayathirikkanum Vayya
- 1985: Guruji Oru Vakku
- 1985: Vasanthasena
- 1985: Mulamoottil Adima
- 1985: Anubandham
- 1985: Onnanam Kunnil Oradi Kunnil
- 1985: Njan Piranna Nattil
- 1985: Nayakan
- 1985: Aram + Aram = Kinnaram
- 1985: Ormikkan Omanikkan
- 1985: Nokkethadoorathu Kannum Nattu
- 1985: Avidatheppole Evideyum
- 1984: Oru Kochu Swapnam
- 1984: Pinnilavu
- 1984: Adiyozhukkukal
- 1984: Uyarangalil
- 1984: Ariyatha Veedhikal
- 1984: Aduthaduthu
- 1984: Sreekrishna Parunthu
- 1984: Itha Innu Muthal
- 1984: Kilikonchal
- 1984: Thirakal
- 1984: Manasariyathe
- 1984: Kurissu Yudham
- 1984: Ivide Thudangunnu
- 1984: Vetta
- 1984: Alkoottathil Thaniye
- 1984: Lekshmana Rekha
- 1984: Pavam Poornima
- 1984: Poochakkoru Mookkuthi
- 1984: Kaliyil Alpam Karyam
- 1984: Unaroo
- 1984: Athirathram
- 1984: Appunni
- 1984: Vanitha Police
- 1984: Swanthamevide Bhandhamevide
- 1984: Onnanu Nammal
- 1984: Akkare
- 1983: Ente Mamattikuttiyammakku
- 1983: Nanayam
- 1983: Oru Mukham Pala Mukham
- 1983: Changatham
- 1983: Asthram
- 1983: Kattathe Kilikoodu
- 1983: Aattakkalasam
- 1983: Iniyenkilum
- 1983: Engane Nee Marakkum
- 1983: Chakravalam Chuvannappol
- 1983: Adhipathyam
- 1983: Thavalam
- 1983: Sandhyakku Virinja Poovu
- 1983: Marakkillorikkalum
- 1983: Sesham Kazhchayil
- 1983: Arabikadal
- 1983: Himavahini
- 1983: Kuyiline Thedi
- 1983: Kolakomban
- 1983: Naseema
- 1983: Gurudakshina
- 1983: Bhookambam
- 1983: Ente Katha
- 1983: Hello Madras Girl
- 1983: Visa
- 1982: Aa divasam
- 1982: Njanonnu Parayatte
- 1982: Ente Mohangal Poovaninju
- 1982: Sindhoorasandhyakku Mounam
- 1982: Enthino Pookkunna Pookkal
- 1982: Akrosam
- 1982: Kaliyamardanam
- 1982: Sree Ayyappanum Vavarum
- 1982: Enikkum Oru Divasam
- 1982: Padayottam
- 1982: Kelkkatha Sabdam
- 1982: Madrasile Mon
- 1982: FootBall
- 1982: Ahimsa
- 1981: Oothikkachiya Ponnu
- 1981: Dhruvasangamam
- 1981: Thenum Vayambum
- 1981: Attimari
- 1981: Dhanya
- 1981: Thakilukottampuram
- 1981: Sanchari
- 1980: Manjil Virinja Pookkal
- 1978 (2005): Thiranottam

Źródła:

## Producent
- 2010: Kandahar
- 1999: Vaanaprastham
- 1999: Olympiyan Anthony Adam
- 1998: Harikrishnans
- 1998: Kanmadam
- 1996: Kaalaapaani
- 1994: Pingami
- 1993: Midhunam
- 1992: Kamaladalam
- 1991: Bharatham
- 1990: His Highness Abdullah
- 1988: Aryan
- 1987: Unnikale Orukadhaparayam
- 1987: Nadodikkattu
- 1986: Gandhinagar 2nd Street
- 1986: Adiverukal
- 1984: Adiyozhukkukal

Źródła:

## Wokalista
- 2012: Run Baby Run
- 2011: Pranayam
- 2010: Oru Naal Varum
- 2009: Bhramaram
- 2005: Thanmatra
- 2005: Udayon
- 2003: Balettan
- 2003: Popcorn
- 2001: Praja
- 1999: Olympiyan Anthony Adam
- 1999: Kannezhuthi Pottum Thottu
- 1996: The Prince
- 1995: Sphadikam
- 1993: Manichitrathazhu
- 1993: Kalippattam
- 1993: Butterflies
- 1992: Soorya Gayathri
- 1991: Vishnulokam
- 1990: Aye Auto
- 1988: Chithram
- 1985: Kandu Kandarinju
- 1985: Onnanamkunnil Oradikunnil

Źródła:

## Twórca fabuły
- Swapnamalika

Źródła:

## Dystrybutor
- 2014: Jilla (w Kerali)

Źródła:

## Narrator
- 2015: Picket 43
- 2014: Aamayum Muyalam
- 2009: Pazhassi Raja

Źródła: